# Thang đo Tanner
Thang đo/thang điểm/phân độ/phân loại Tanner (dịch từ tiếng Anh: Tanner scale), còn được gọi là các giai đoạn Tanner hoặc Xếp hạng Trưởng thành Giới tính (Sexual Maturity Rating, viết tắt SMR) là thang đo về sự phát triển thể chất ở trẻ em, thanh thiếu niên và người lớn. Thang đo xác định các phép đo thể chất về sự phát triển dựa trên các đặc điểm giới tính chính và phụ bên ngoài, chẳng hạn như kích thước của vú, bộ phận sinh dục, thể tích tinh hoàn và sự phát triển của lông mu. Thang đo này lần đầu tiên được xác định vào năm 1969 bởi James Tanner, một bác sĩ nhi khoa người Anh, sau một nghiên cứu kéo dài hai thập kỷ theo dõi những thay đổi thể chất ở các bé gái đang trong độ tuổi dậy thì.
Do sự biến đổi con người, các cá thể trải qua các giai đoạn Tanner với tốc độ khác nhau, đặc biệt tùy thuộc vào thời điểm dậy thì. Trong điều trị HIV, thang điểm Tanner được sử dụng để xác định phác đồ cần tuân theo cho bệnh nhi hoặc thanh thiếu niên đang điều trị bằng thuốc kháng vi rút (hướng dẫn dành cho người lớn, vị thành niên hoặc trẻ em). Trong pháp y, thang đo Tanner cũng được sử dụng để xác định độ lão hóa, nhưng việc sử dụng nó đã giảm do thiếu độ tin cậy.

## Định nghĩa của các giai đoạn
Phỏng theo Chăm sóc Sức khỏe Vị thành niên: hướng dẫn thực hành của Lawrence Neinstein, MD

Hình minh họa thang đo Tanner cho nam giới.

### Bộ phận sinh dục (nam)

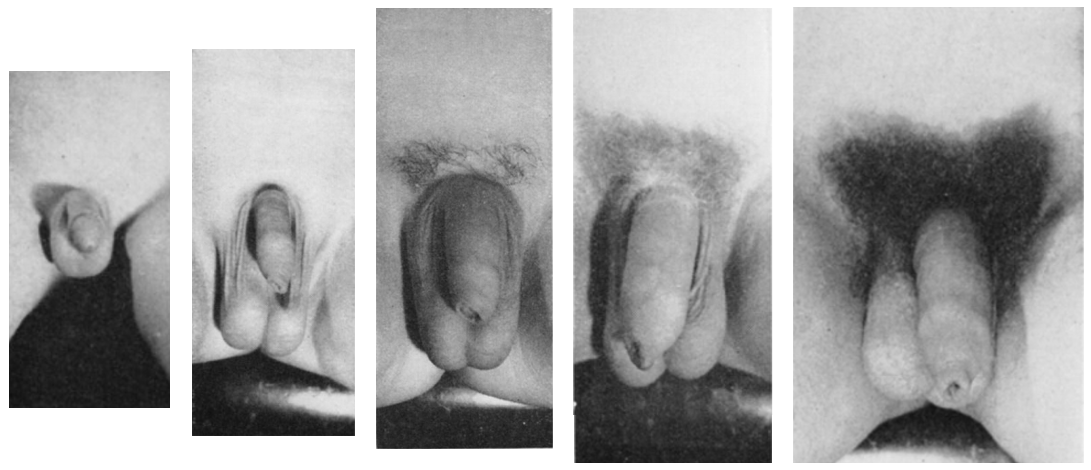
Hình ảnh về thang đo Tanner dành cho nam giới.

Tanner I
Thể tích tinh hoàn ít hơn 1,5 ml; dương vật nhỏ (trước tuổi dậy thì; thường từ 11 tuổi trở xuống)
Tanner II
Thể tích tinh hoàn từ 1,6 đến 6 ml; da bìu mỏng, đỏ và to lên; chiều dài dương vật không thay đổi (11–12)
Tanner III
Thể tích tinh hoàn từ 6 đến 12 ml; bìu to ra thêm; dương vật bắt đầu dài ra (12–14)
Tanner IV
Thể tích tinh hoàn từ 12 đến 20 ml; bìu to thêm và thâm đen; dương vật tăng chiều dài (14-15,5)
Tanner V
Thể tích tinh hoàn lớn hơn 20 ml; bìu và dương vật của người lớn (15,5+)

### Ngực (nữ)

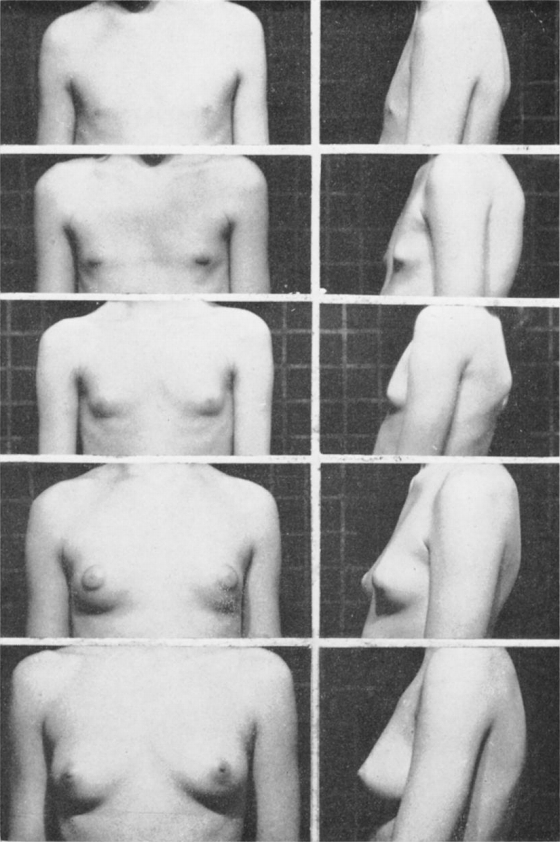
Hình ảnh về thang đo Tanner dành cho nữ.

Hình minh họa thang đo Tanner cho nữ giới.

Tanner I
Không có mô tuyến: quầng vú nằm sau đường viền da của ngực (trước tuổi dậy thì) (thường từ 10 tuổi trở xuống)
Tanner II
Dạng chồi vú, với diện tích nhỏ của mô tuyến xung quanh; quầng vú bắt đầu mở rộng (10–11,5)
Tanner III
Ngực bắt đầu nâng cao hơn và mở rộng ra ngoài biên giới của quầng vú, tiếp tục mở rộng nhưng vẫn tiếp giáp với ngực xung quanh (11,5–13)
Tanner IV
Tăng kích thước và nâng cao ngực; quầng vú và núm vú tạo thành một gò phụ nhô ra từ đường viền của vú xung quanh (13–15)
Tanner V
Ngực đạt đến kích thước cuối cùng của người lớn; quầng vú trở lại đường viền của ngực xung quanh, với một nhú trung tâm nhô ra. (15+)

### Lông mu (cả nam và nữ)
Tanner I
Hoàn toàn không có lông mu (trước dậy thì) (thường từ 10 tuổi trở xuống)
Tanner II
Một lượng nhỏ lông tơ dài với sắc tố nhẹ ở gốc dương vật và bìu (nam) hoặc trên môi âm hộ (nữ) (10–11,5)
Tanner III
Lông mu trở nên thô và xoăn hơn, và bắt đầu dài ra theo chiều ngang (11,5–13)
Tanner IV
Đặc điểm lông mu giống người trưởng thành, kéo dài trên mu nhưng thưa bề mặt giữa của đùi  (13–15)
Tanner V
Lông mu kéo dài đến bề mặt giữa của đùi (15+)

### Kết luận về tăng trưởng chiều cao
Đôi khi trong thời kỳ Tanner 5, nữ giới ngừng phát triển và đạt đến chiều cao trưởng thành, thường điều này xảy ra ở tuổi thiếu niên 15 hoặc 16 đối với nữ. Nam giới cũng ngừng phát triển và đôi khi đạt đến chiều cao trưởng thành trong thời kỳ Tanner 5, thường điều này xảy ra ở cuối tuổi thiếu niên ở độ tuổi 18-19 đối với nam giới.

## Chỉ trích
Thang đo này đã bị ngành công nghiệp khiêu dâm chỉ trích vì có khả năng dẫn đến kết án sai về khiêu dâm trẻ em, thường xảy ra với người dậy thì muộn, chẳng hạn như trong trường hợp các nhà chức trách liên bang Hoa Kỳ sử dụng thang đo này để khẳng định rằng nữ diễn viên khiêu dâm Lupe Fuentes chưa đủ tuổi. Fuentes đích thân xuất hiện tại phiên tòa và cung cấp tài liệu chứng minh rằng các đĩa DVD được đề cập được sản xuất hợp pháp.
Tanner, tác giả của hệ thống phân loại, đã lập luận rằng phân loại tuổi sử dụng các giai đoạn của thang đo thể hiện sai mục đích sử dụng. Các giai đoạn Tanner không khớp với tuổi theo niên đại, mà là các giai đoạn trưởng thành và do đó không được chẩn đoán để ước tính tuổi.